# Sainte-Monique (Nicolet-Yamaska)
Pour les articles homonymes, voir Sainte-Monique.
Sainte-Monique est une municipalité du Québec située dans la municipalité régionale de comté de Nicolet-Yamaska et la région administrative du Centre-du-Québec.

## Toponymie
Elle est nommée en l'honneur de Sainte Monique, la mère de Saint Augustin.

## Histoire

### Chronologie municipale
- 1er juillet 1855: Constitution de la municipalité de paroisse de Sainte-Monique lors du découpage municipale originel du Québec.
- 18 septembre 1922: La municipalité de village de Sainte-Monique se détache de Sainte-Monique.
- 3 janvier 1996: Fusion entre le village et la paroisse de Sainte-Monique pour former la municipalité de Sainte-Monique [3].

## Géographie
La rivière Nicolet traverse le centre de la municipalité du sud au nord.
La rivière Nicolet Sud-Ouest délimite le nord-ouest de la municipalité en coulant vers le nord-est.
La rivière Carmel en traverse le sud-ouest coulant vers le nord. 

## Démographie
| 1996 | 2001 | 2006 | 2011 | 2016 | 2021 |
| ---- | ---- | ---- | ---- | ---- | ---- |
| 630  | 591  | 536  | 548  | 501  | 512  |

## Administration
Les élections municipales se font en bloc pour le maire et les six conseillers.
| Sainte-Monique Maires depuis 2001                                                                                    |                    |         |          |
| Élection | Maire              | Qualité | Résultat |
| 2001 | Jean-Charles Lemay |         | Voir     |
| 2005 | Martin Lemay       |         | Voir     |
| 2009 | Marc Descôteaux    |         | Voir     |
| 2013 | Marc Descôteaux    | Voir    |          |
| 2017 | Denise Gendron     |         | Voir     |
| 2021 | Denise Gendron     | Voir    |          |
| Élection partielle en italique Depuis 2005, les élections sont simultanées dans toutes les municipalités québécoises |                    |         |          |

## Transport
La rue principale de la municipalité est identifiée à la fois à la route 226 et à la route 259.